# Massa (aliment)

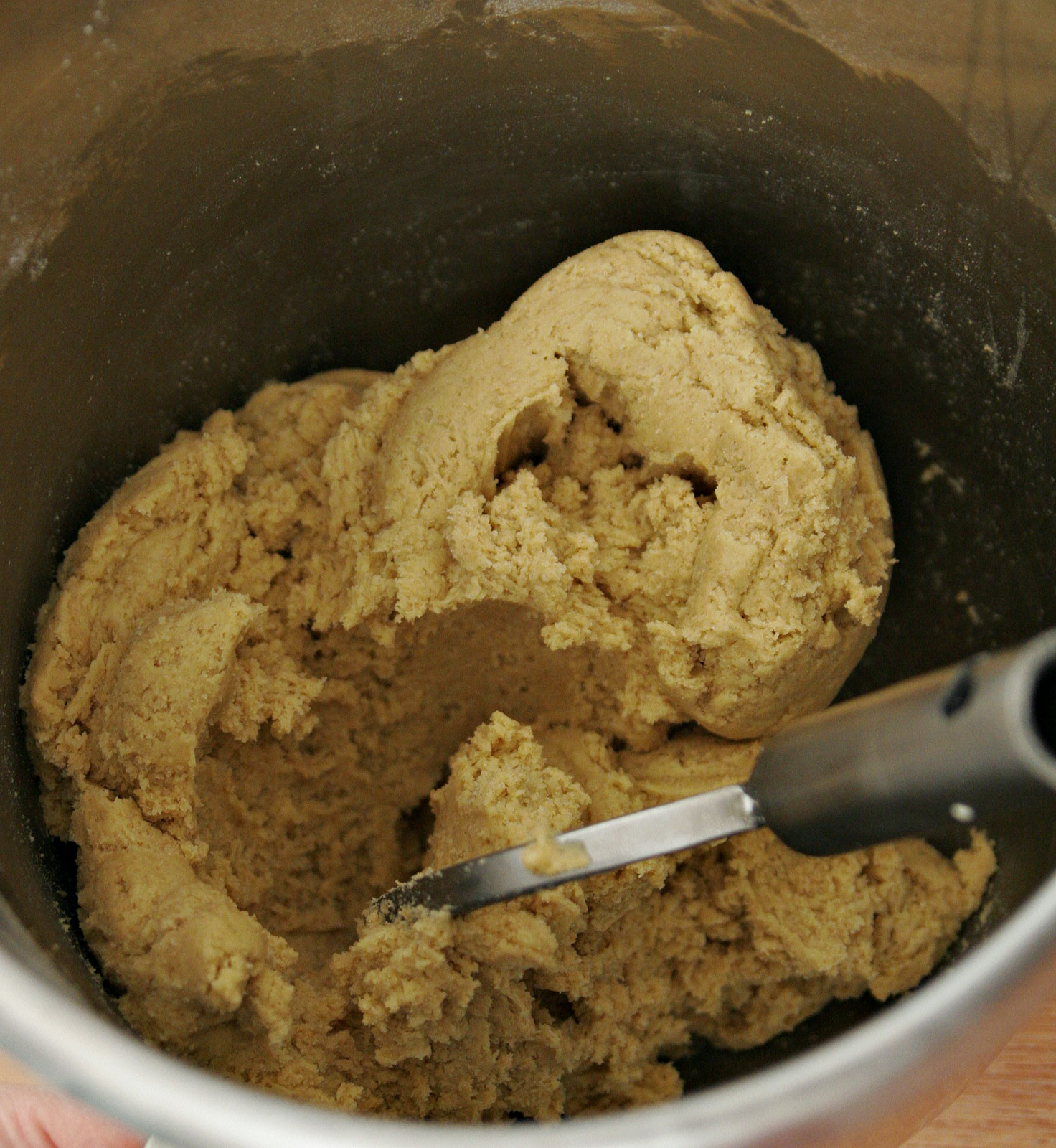
Massa.

En el domini alimentari, una massa o pasta és el resultat de barrejar farina amb aigua o llet, i és la base de l'elaboració del pa, de la pasta, de la tortilla americana, de l'empanada, de la galeta i de molts pastissos.
Pot ser feta al forn, fregida o cuita (en un comal o a la planxa, al vapor o en aigua). Pot portar llevat o no; la massa per a pans àzims i tortillas i la massa per a pasta i dumplings, per exemple, no en tenen. La farina més utilitzada és la de blat, seguida per la de blat de moro, civada, arròs, fesol i soja, fins i tot de papa, entre d'altres. El seu ús està àmpliament difós a tot el món, on va constituir la base de l'alimentació durant mil·lennis.

## Massa feta al forn
- Massa de pa
- Pasta brisa
- Pasta de full
- Massa per pa de pessic o bescuit
- Pasta choux per profiteroles
- Massa de brioix, per brioix, panettone, pandora i Gugelhupf

## Massa fregida
- Les diferents masses per xurros, bunyols, rosquilles, crestes, etcètera
- Pasta fil·lo per briks, böreks i rebosteria del Magrib i Orient Mitjà
- Pasta choux fregida

## Massa cuita a la planxa o en una paella
- Masses sense llevat per a pa àzim, Matzá, tortilla, arepa, roti i chapati

## Massa al vapor
- Massa per tamal
- Algunes masses per a dumplings (encara que aquest tipus de pasta també es pot bullir o fregir)

## Massa bullida
- Massa per a fer pasta
- La majoria de les masses emprades per a fer dumplings